# 篠崎こころ
篠崎 こころ（しのざき こころ、1993年7月7日 - ）は、日本のアイドル、DJ、女性ファッションモデル兼プロデューサー、コスプレイヤー。神奈川県出身。身長152cm。PPエンタープライズ 所属。

## 略歴
2013年
9月、アイドルユニット「プティパ-petit pas!-」を結成。都内を中心に活動していた。
2014年
9月26日、講談社主催「ミスiD2015」にてミスiD2015賞とうしじまいい肉賞を受賞。
2015年
8月、ファッション雑誌『Zipper』（祥伝社）専属モデルデビューを皮切りに本格的にモデルとして活動開始。
11月、『ヤングアニマル』（白泉社）NEXTグラビアクイーンバトルに出場し、グラビア系アイドルとしても活動。
2016年
9月、数度のメンバー編成・変更を経て、アイドルユニット「プティパ-petit pas!-」が解散。
2017年
1月、初主演作『Noize』で女優としてもデビュー。
11月、小柄な体型でのモデル経験を経て、背の低い女の子でもかっこ可愛いく着こなせるシルエットにこだわったアイテムブランド『Showtty』のプロデュースを発表。
2020年
7月1日、パーフェクトミュージックを円満に退所し、PPエンタープライズに所属。
7月20日、漫画、アニメ『ド級編隊エグゼロス』エグゼロスガール就任（桃園百花役）。週刊プレイボーイおよびジャンプSQでグラビア掲載。
2023年
4月14日、ボートレースまるがめの公式アンバサダーに就任。
2024年
6月5日、電動アシスト自転車や多機能スーツケースを展開する「HoldOn」ブランドの公式イメージキャラクターに就任。

## 人物
- 看護学校を中退している[12][13][14]。

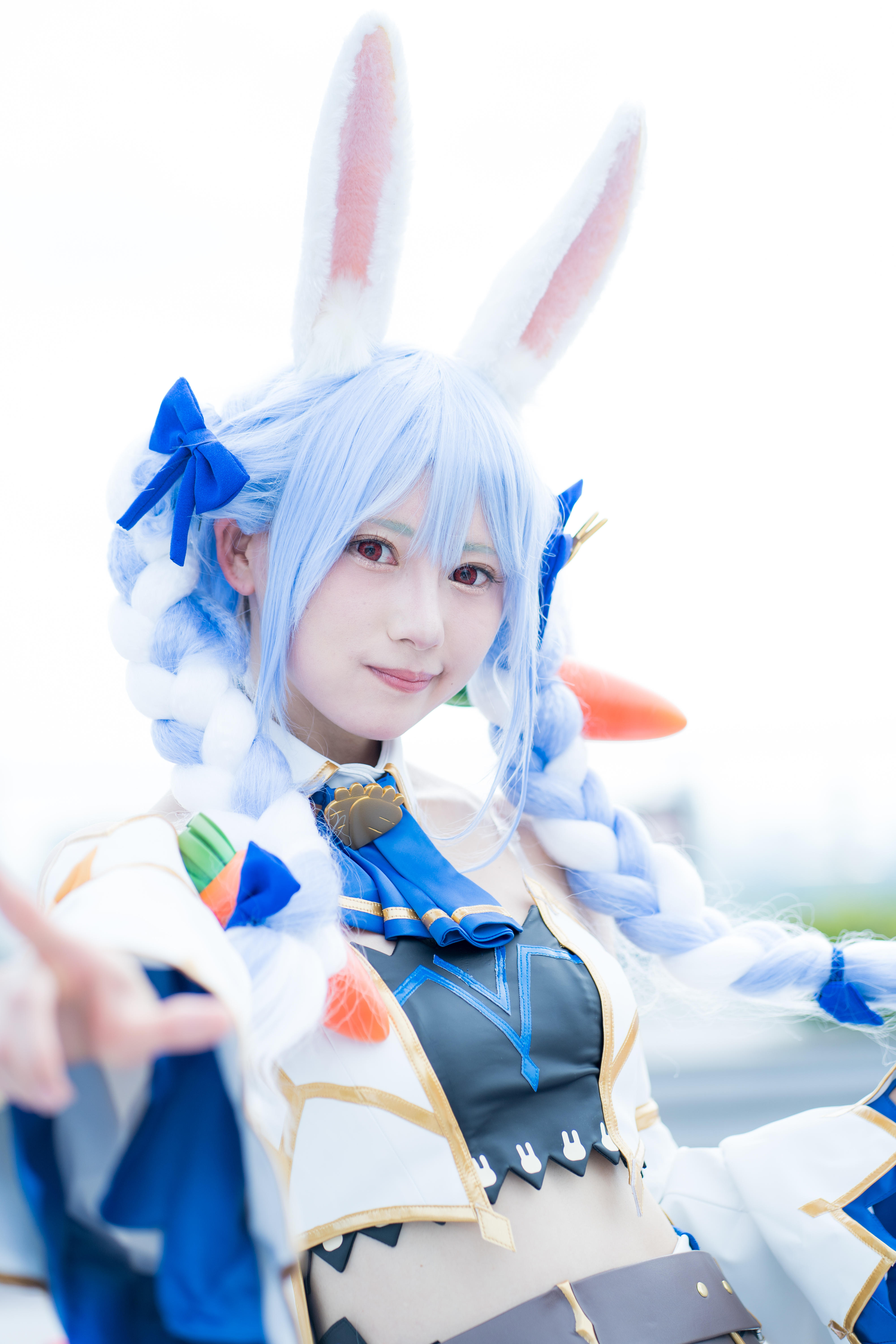
2022年・C100にて

- トレードマークは金髪だが、18歳のときまでは黒髪ロングだった[13]。最初の事務所を辞めたあと美容院でモデルをやることになり、そこで真っ白な髪型になったのが金髪のきっかけ[13]。
- 萌えるのは「家系ラーメンで働くお姉さんの“湯切り姿”」[15]。
- バイセクシャルであることを公言している[16][17]。アイデンティティーを構成する些細な部分であったが、公言して以来、初対面の人に性的な質問をされることが増えた[18]一方、相談を受けることや公言してる姿に元気づけられたとの声をもらうことが増えたという。
- プティパ時代、曲は篠崎が作詞を担当していた。現在でも作詞活動は引き続き行っており、同プロダクションのアイドルグループにも提供していた。
- プティパ結成時からマルチなタレント性を発揮し、作詞以外にもDJとしても活動開始。かつての所属先であったパーフェクトミュージックには「DJギズモ」という名で所属していた。
- アイドル時代はつらいことだけだったが、3年間全うできたことで糧になり、やりたいことをやりきったため解散という道を選択した[19]。
- 母性が強い[要出典]。
- 趣味はゲーム実況鑑賞、ホラー映画、怪談、落語、コスプレ[20]。
- ファンネームは「金髪ショー党」。
- 2025年1月には男性との結婚の噂が拡散されたが、「結婚の事実はございません」と否定している[21]。

## 賞歴
- ミスiD2015、及びミスiD2015個人賞・うしじまいい肉賞（同時受賞）。
- 湖畔の映画祭（2018年7月30日）初主演作「Noise」- 長編主演俳優賞受賞

## 作品

### 映像作品
- 金髪メタモルフォーゼ（2016年1月22日、リバプール）[22][23]
- KOKOROMANCE（2018年1月19日、竹書房）[24]
- Star festival（2018年7月7日、イーネット・フロンティア）[25]

### 写真集
- ココロモヨウ（2022年7月7日、秋田書店、撮影:横山マサト）ISBN 978-4-253-01115-0

## 出演

### イベント
- ニコニコ超会議2016（2016年4月29日・30日、幕張メッセ） - 真空管ドールズブースにミラの公式レイヤーで参加[26]。この模様はニコニコ生放送で中継していた[27][28]。
- オタクパリピカケイカク（2017年1月21日、渋谷clubasia） - えなこ、Carnival☆Stars、くろねこ、DJ AKI、謎ノプルプルガキテル、他と出演[29]。
- RAGE vol.5 with シャドバフェス（2017年9月18日、東京国際展示場） - コスプレイヤー撮影コーナーに出演。衣装はオズの大魔女（シャドウバース）[30]
- 篠崎こころ生誕祭2018（2018年7月6日、東京・LOFT9 Shibuya）
- Star Festival発売記念イベント（2018年7月14日、ソフマップAKIBA4号店アミューズメント館）[25]
- ELFy Vol.3発売記念イベント（2018年7月22日、ソフマップAKIBA4号店アミューズメント館） - えなこ、裕木真生と出演[31]。
- 西日本豪雨災害および北海道胆振東部地震の支援企画 チャリティー撮影会（2018年11月4日、東京） - 伊織もえ、えなこ、火将ロシエル、くろねこ、宮本彩希と出演[32]。
- 台北ゲームショウ2019（中国語版）（2019年1月26日・27日、台北世界貿易センター） - XFLAGブースにえなこ、鈴木愛梨、Momo、よきゅーんと出演。衣装は天界DJ サンダルフォン（モンスターストライク）[33]
- ELFy Vol.4発売記念イベント（2019年2月23日、ソフマップAKIBA4号店アミューズメント館） - えなこ、裕木真生と出演。衣装はネコ[34]。
- KANSAI COLLECTION2021 A/W（2021年9月5日、京セラドーム大阪）[35]

### 映画
- 『Noise』（2017年1月29日完成、2018年8月映画祭出典、2019年一般公開、松本優作監督） - 桜田美沙 役（主演）
- 「ホラーちゃんねる 事故物件」(2022年1月21日公開、大橋孝史、望月元気監督) [36]

### ウェブテレビ
- Wの悲喜劇（2017年10月7日、AbemaTV）[37]
- 「こころのゆるゆるお悩み相談室」by篠崎こころ（2017年10月13日、LiveShop!）
- DTテレビ（2017年12月 - 、AbemaTV）[38]

### 舞台
- ミュージカル『経験済みなキミと、経験ゼロなオレが、お付き合いする話。』（2024年8月16日 - 25日、新宿村LIVE） - 白河月愛 役（主演）[39]
- 舞台『NIKKE THE STAGE』（2024年6月6日 - 9日、こくみん共済 coop ホール/スペース・ゼロ） - ネオン 役[40]

### テレビ番組
- 武士スタント逢坂くん! 第5話（2021年8月23日、日本テレビ） - エルフちゃん 役[41]
- 全力坂（2022年10月10日・25日、テレビ朝日）[42][43]

### ウェブラジオ
- 篠崎こころの!（2017年4月 - 6月30日、Rakuten Crimson FM）

### ネット
- ゴー☆ジャス動画@GameMarket（2020年6月19日に初出演。その後、ゲストからオペレーター（アシスタント）に昇格）

### ゲーム
- 真空管ドールズ（ソニー・ミュージックエンタテインメント (日本)、2016年4月29日） - iOS・Android端末向けのアプリゲーム。ミラの公式レイヤー[44]。
- アウタープレーン（VA Games、2024年5月7日） - iOS・Android端末向けのアプリゲーム。公式アンバサダー[45]。

### 雑誌
- Zipper 月刊版（2015年8月号 - 、祥伝社） - 以降毎号Zipper専属モデルとして掲載
- CHEERZ BOOK Vol.3・Vol.4・Vol.5（2015年6月1日・8月22日・10月31日、日販アイ・ピー・エス）
- 週刊ヤングマガジン 49号 （2015年11月2日、講談社） - 連載「ブレイキン' ガール!!!」にて、グラビアが掲載
- 月刊エンタメ 12月号 （2015年10月30日、徳間書店） - 連載「IDOL Who's next」にて、インタビューが掲載
- ヤングアニマル 23号（2015年11月27日、白泉社） - 別冊付録「NEXTグラビアクイーンバトル 4thシーズン」
- 週刊プレイボーイ No.17号（2016年4月25日、集英社） - 袋とじ[46]
- ナツ☆イチッ！ 〜この夏、輝くアイドル全員集合〜 | 週刊プレイボーイ×TOKYO IDOL FESTIVAL2016　公式BOOK（2016年7月25日、集英社） - 表紙[47]
- ヤングガンガン （スクウェア・エニックス）
  - （2016年21号）
  - （2017年21号）[48][49]
- ELFy Vol.2号、3号（2018年2月15日[50]・7月17日[31]、ジーオーティー）
- 週刊少年チャンピオン 2021年No.18号（2021年4月1日、秋田書店）[51]
- 漫画アクション 2021年5月18日号（2021年5月1日、双葉社）[52]

### ラジオ
- オレたちゴチャ・まぜっ!〜集まれヤンヤン〜（2020年4月26日 - 2021年4月17日、MBSラジオ） - ヤンヤンガールズ12期生

### MV
- SuG「桜雨」（2016年）[53]
- R指定「魅惑のサマーキラーズ」（2017年7月12日）
- AA= 「SAW」(2018年11月7日)
- sleepyhead「ぼくのじゃない」（2019年11月22日）[54]

### CM・広告
- 明治「即攻元気」（2022年 - ）[55]